# 新门广场
新门广场（英語：The Gateway）位於新加坡市中心美芝路，建築群由貝聿銘設計，1990年落成，分為東西兩座大樓。大樓的橫切面呈梯形，設計與美國華盛頓國家藝廊東翼類同。